# エゾリス
エゾリス（蝦夷栗鼠、Sciurus vulgaris orientis）は、ネズミ目（齧歯目）リス科リス属キタリス種の亜種で、日本列島の北海道に分布するリスである。
和名「蝦夷栗鼠」の命名者は黒田長禮。種の学名Sciurus vulgarisの意味は「平凡な栗鼠」で、Sciurusが「リス」、vulgarisが「平凡な」。1940年代までは「木鼠」（キネズミ）という俗名で猟師や山子（やまご）の間で呼ばれていた。

## 分布・生息域
北海道に分布する。生息域は平野部から亜高山帯にかけての森林である。

## 特徴
成獣の大きさにはオスとメスの差はほとんどなく、体長は22 - 27cm。尾長は16 - 20cm、尾の付け根の直径は7 - 8mm、中間部では3mm。尾に生えている毛の長さが5cmほどあるため、外観は太い尾に見える。この尾は樹上を機敏に移動するときの平衡を維持する機能を担っている。耳長は2.5 - 3.5cm。体重は330 - 470g。毛色は1年を通して咽喉から胸部、腹部にかけては白色で、他の部分は夏毛は茶色で冬毛は茶灰色である。冬毛のときは耳介に長さ4 - 5cmの毛が上に向って伸びているが、夏毛ではこれがない。換毛の時期は、夏毛への換毛は4 - 5月、冬毛への換毛は10 - 11月。歯数は、切歯が上2本下2本、犬歯は無し、前臼歯は上4本下2本、後臼歯は上6本下6本、合計22本。乳頭数は、胸部1対、腹部2対、鼠径部1対、合計8個。指趾数（指の数）は、前肢が5本、後肢が5本、合計20本（前肢の第1指は短い）。
新生子の大きさは、体長は6 - 8cm、尾長は3cm、体重は8 - 12g。眼と耳は機能しておらず、体毛はほとんど生えていない。

## 生態
本種は昼行性であるが、活動時間帯は季節により違いがあり、春は朝から活動し、夏は日出から日没まで、秋は昼。本種は冬眠せず真冬でも活動し、その時間帯は主に朝である。これら以外の時間帯にも活動することがある。活動範囲は巣を中心として行うが、ある特定の巣に対する拘泥はない。また活動範囲は他の個体と重なっており、個体間には序列がある。行動は基本的には単独行動であり、例外は交尾および子育ての時期と、親離れして間もない時期の同腹の幼獣たちである。また冬季には一つの巣を2 - 3匹で共有していることがある。
巣はオス・メスともに作る。人為的な巣箱を利用することもあるが、それ以外の場合は樹洞を巣として利用するか、本種自身が巣を作る。その場合は樹上に作り、樹幹と枝の又の部分に作ることが多い。巣の大きさは直径20 - 70cm、高さ10 - 30cm。巣の外側の素材は小枝で直径1cm、長さ20 - 50cm程度のものを使用する。巣内部は乾燥して柔らかい植物質のものを選んで作り、苔や枯れ草、枯れ木の樹皮の内側部分を本種自身でほぐしたものを使用する。
食性は雑食性で、基本的には植物質のものを食べているが、昆虫なども食べる。植物では樹木の花や芽、葉、種子、果実、樹液などで、キノコ類ではドクベニタケも食べてしまう。昆虫類では幼虫、柔らかい繭、エゾハルゼミの成虫などを食べる。妊娠中のメスや成長過程にある幼獣は鳥の卵も食べる。本種は食餌が減少する冬に備えてドングリやクルミなどを土中に貯蔵する習性がある。積雪期でも根雪を50 - 60cmも掘って潜り、貯蔵した食餌を探し出すことができる能力を持っている。本種は前肢の指が長いため、物をつかむことができる（→写真）。
本種が天敵に気づいたときの対処方法は、天敵が本種から離れて行くまで身動きせず、天敵に気づかれないようにすることである。その時間は1 - 2時間におよぶこともある。また本種は林があれば公園でも生息することができる環境順応力を備えている。
本種の寿命は約2 - 3年。

### 繁殖と子リスの独立

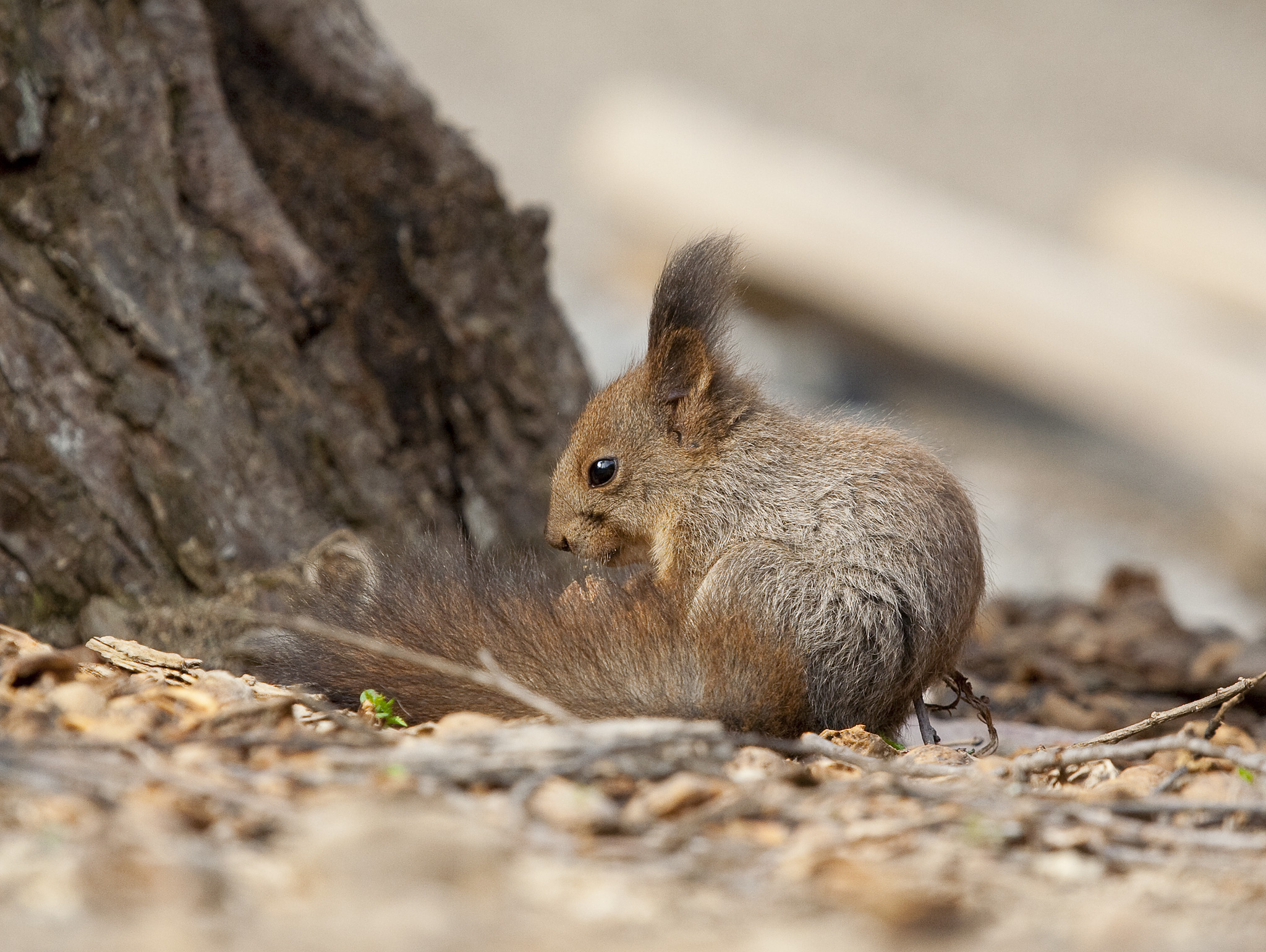
エゾリスの子ども（2008年）

繁殖期は2月下旬から7月下旬で、出産時期は4月上旬から8月、妊娠期間は約40日弱。出産する子リス数は1 - 7匹で、通常は3 - 4匹出産し、1個体の出産回数はその年の繁殖期に通常1,2回で、1回の場合が多い。子育てはメスだけで行い、子リスは生後約8週目から植物質のものを食べ始め、約10週目に離乳する。生後約11 - 12週目には親離れし、翌年には繁殖が可能となる。

### 鳴き声
鳴き声は、何らかの理由により興奮したときに発し、「シュシュ」「ジュージュー」「グウウー」など鳴き分けている。

## その他
- 狩猟獣除外 - 本種は狩猟獣[注釈 2]であったが、1994年に除外された[12]。
- 狭山丘陵での発見 - 狭山丘陵の埼玉県域で本種が発見された。ペットとして飼育されていた個体が逃げ出したものか、あるいは飼い主により放野されたものと思われる[12]。
- 北海道日本ハムファイターズのマスコットキャラクターである、ポリーポラリスはエゾリスをモチーフにしている。
- リスの仲間は愛くるしい姿や仕草から人気があり、また昼行性であまり人を恐れず、人に危害を加えることもないため、日本各地で市街地の公園緑地などにリス（北海道ではエゾリス、本州以南ではニホンリス）を人為的に導入・増殖させようという試みが行われているが、カラス・野良猫などの天敵の存在や交通事故により失敗に終わることが多いとされ、このような試みが成功した数少ない都市とされる帯広市でも2002年時点で年間50匹以上のエゾリスが交通事故で死亡しているとされる[13]。帯広畜産大学助教授の柳川久は、帯広市には日本でも珍しいエゾリスが道路を安全に横断するための橋（「エコ・ブリッジ」）が設置されるなど、行政・市民団体がリスを保護するための取り組みを行ってはいるが、橋の建設にあたってはリスがより好む材質・構造、上空からの天敵（トビ・カラスなど）や積雪・着雪などへの対策法など、道路建設関係者や野生動物の研究者が協力して取り組むべき課題点も多いと評している[13]。

## テレビ番組
- 『札幌・円山リスの森』　さわやか自然百景、NHK総合テレビ、2006年12月17日放送[14]
- 『厳冬札幌リスの森』　さわやか自然百景、NHK総合テレビ、2008年2月10日放送[15]
- 『まるでイソップ？札幌リス物語』　ダーウィンが来た、NHK総合テレビ、2008年6月1日放送[16]
- 『はろ～！あにまるエゾリス』　はろ〜!あにまる、NHKデジタル衛星ハイビジョン、2008年10月22日放送[17]

## 関連画像

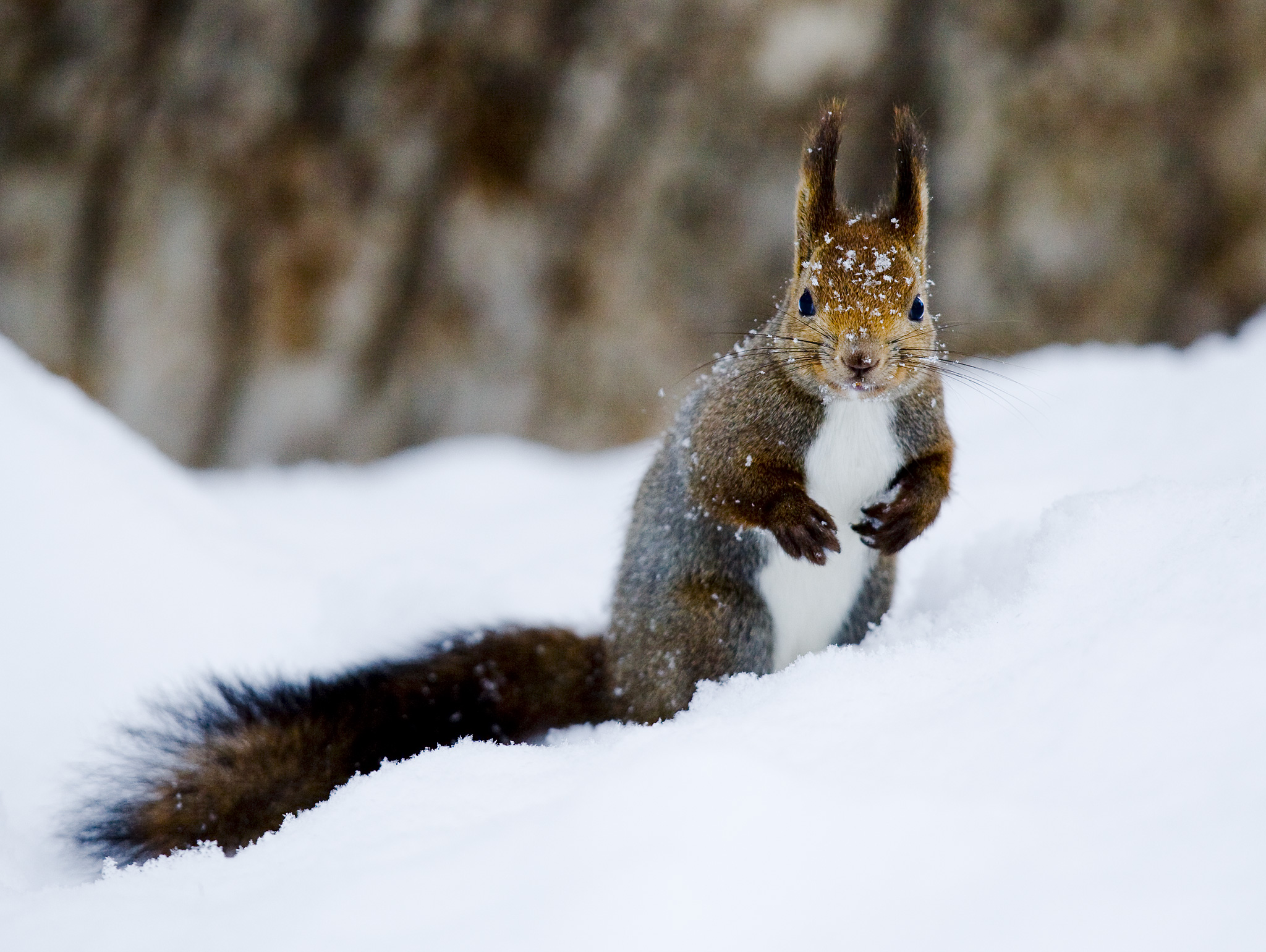
エゾリス（北海道旭川市嵐山、2008年）